# Mads Andersen (pokerspeler)
Mads Andersen (Nykøbing, 1970) is een Deense poker- en backgammonspeler uit Kopenhagen. 
In 2002 won hij het wereldkampioenschap backgammon. In 2006 won hij het European Poker Tour (EPT) in Kopenhagen en incasseerde. Hij versloeg hiermee het complete veld van deelnemers en kon met 2.548.040 Deense kronen huiswaarts keren. In de finale versloeg hij Edgar Skjervold, die tweede werd met 1.701.722 Deense kronen.

## Resultaten

### Poker (meer dan 10.000 dollar prijzengeld)
- 2000: 5e 31st Annual World Series of Poker - 27.000 dollar
- 2003: 13e Ultimate Poker Classic - WPT Season 2 - 10.965 dollar
- 2004: 21e Rendezvous a Paris - WPT Season 3 - 13.106 dollar
- 2004: 3e MasterClassics of Poker & Lido International - 13.041 dollar
- 2005: 1e The 6th Jack Binion World Poker Open / WPT Event Season 3 - 118.379 dollar
- 2005: 41e Bellagio Five Diamond World Poker Classic / WPT Event Season 4 - 32.200 dollar
- 2006: 1e The Scandinavian Open - Pokerstars EPT/ Season 2 - 446.921 dollar
- 2006: 28e Bellagio Five Diamond World Poker Classic / WPT Event Season 5 - 15.600 dollar
- 2007: 3e Grand Final PokerStars EPT/Season 3 - 12.241 dollar
- 2008: 29e San Remo PokerStars EPT/Season 4 - 16.776 dollar
- 2008: 325e 39th World Series of Poker 2008 - 32.166 dollar
- 2009: 242e 40th World Series of Poker 2009 - 32.963 dollar